# Gerrit Bleker
Gerrit Claesz. Bleker (Haarlem, ca. 1600 – aldaar, begraven 8 februari 1656) was een Nederlands kunstschilder en etser. 
Hij woonde en werkte in Haarlem en was actief vanaf omstreeks 1625. Hij schilderde vooral landschappen, maar heeft ook portretten gemaakt. Hij is beïnvloed door Pieter Lastman, Claes Cornelisz. Moeyaert en Rembrandt van Rijn. Hij is vooral bekend om zijn etsen. Werk van Bleker bevindt zich onder andere in het Frans Hals Museum en het Szépművészeti Múzeum in Boedapest. Hij was mogelijk de vader van Dirck Gerritsz. Bleker. Hij was leerling van Pieter Adelaer, David Decker, Paulus van der Goes en zijn zoon Dirck Gerritsz. Bleker.
- Biblioteca Nacional de España: XX1727199
- Bibliothèque nationale de France: cb14969896r (data)
- Biografisch Portaal: 57641708
- Gemeinsame Normdatei: 1021330493
- International Standard Name Identifier: 0000 0003 6940 134X
- KulturNav: 928e3b9f-9bf0-4870-94a5-1a6d394b5bc4
- RKD-Nederlands Instituut voor Kunstgeschiedenis: 8994
- Union List of Artist Names: 500028731
- Virtual International Authority File: 247015981
- WorldCat: E39PBJhhrfjmBgPyx6KkQVmjmd